# Commentarius de vera et falsa religione

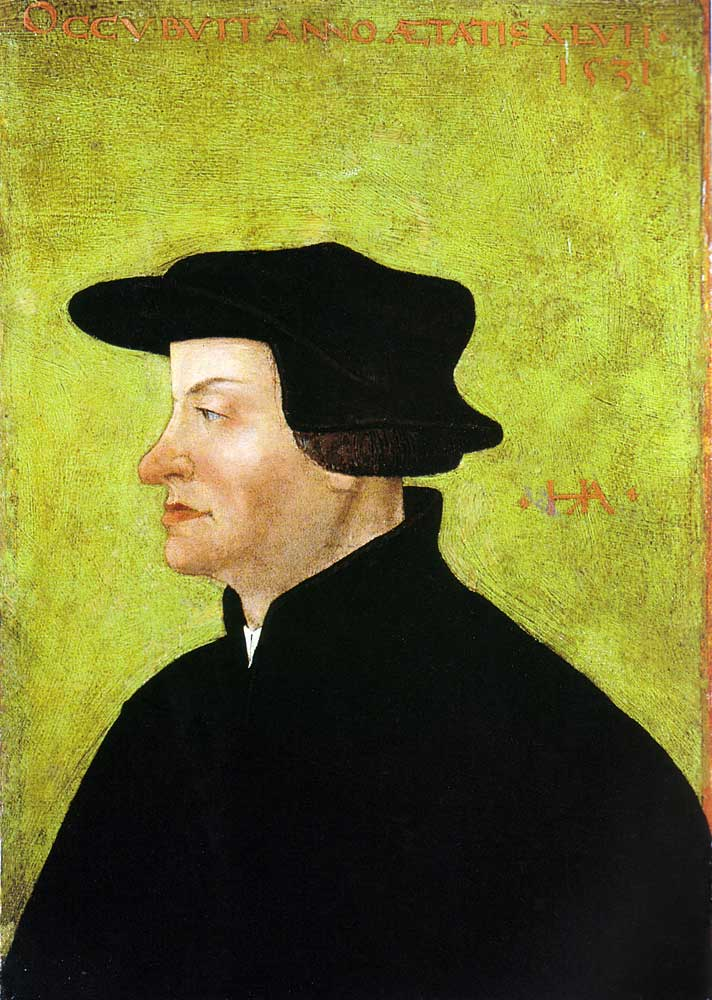
Autor Ulrich Zwingli, etwa 1531

 Commentarius de vera et falsa religione (deutsch Kommentar über die wahre und falsche Religion) ist der Titel des bekanntesten schriftlichen Werks des Zürcher Reformators Huldrych Zwingli. Er behandelt darin ausführlich die zentralen Punkte seiner Theologie in Abgrenzung zur katholischen Tradition.

## Entstehung
Zwingli verfasste das Werk 1525 im Sinne eines evangelischen Glaubensbekenntnisses, nachdem er seine politischen und theologischen Lehren in Zürich durch mehrere Disputationen gefestigt hatte. Das Werk ist dem französischen König Franz I. gewidmet, den die Reformatoren zur Konversion bewegen wollten. Zwingli adressiert die Schrift allerdings an die gelehrte Öffentlichkeit in ganz Europa. Sein Werk dient der Profilierung seiner Theologie in Abgrenzung zum Katholizismus, zur Täuferbewegung und zur Theologie Martin Luthers.

## Inhalt
Zwingli geht in 29 Abschnitten auf die wesentlichen Merkmale des reformierten Glaubens ein. Dabei stehen umstrittene Bereiche wie die Sakramente, das Abendmahl, die Ehe, die Bilder und Statuen sowie politische Themen wie die Obrigkeit im Zentrum. Daneben scheut Zwingli sich nicht, auch die fundamentalen Fragen nach den Wesen Gottes, des Menschen oder der Religion als solcher zu behandeln. Obschon Zwingli die Schrift als „Skizze“ gekennzeichnet hat, wirkt sie aufgrund ihrer klaren Gliederung und ihres sicheren Argumentationsstils als fundamentales Werk der zwinglischen Reformation. Zwinglis Argumentation zeichnet sich durch eine Auseinandersetzung mit der katholischen Tradition und den Argumenten seiner Gegner, etwa Johannes Eck, aus. Ganz im Sinne der evangelischen Theologie führt Zwingli Bibelstellen als gewichtigste Argumente an, wobei der gebildete Humanist auch auf antike und andere Schriften Bezug nimmt und stellenweise auch einen gewissen Pragmatismus zum Ausdruck bringt.
In der Vorrede zur Schrift warf Zwingli Papst Alexander VI. vor, dass er sich als „Gott“ habe bezeichnen lassen. Hintergrund für seinen Vorwurf war, dass bei der Krönung Alexanders „Rom hat groß einen Cäsar gemacht. Nun hebt Alexander kühn es zum Gipfel empor, Mensch jener, dieser ein Gott!“ zu lesen war. Dazu merkte Zwingli in der Vorrede an: „Wir können es nicht leugnen: ‚Gott auf Erden‘ haben wir ihn genannt“.

## Bedeutung und Rezeption
Der Kommentar gilt als erste Schrift der Schweizer Reformation, die ein umfassendes und argumentatives Glaubensbekenntnis darstellt. Die historische Bedeutung ist zum einen in der Tatsache zu sehen, dass erstmals die Position Zwinglis im Vergleich zum Katholizismus und zu Luther in der internationalen theologischen Debatte klar dargestellt wurde. Zum anderen war das Werk eine wichtige Grundlage für die bedeutenden Reformatoren Jean Calvin und Heinrich Bullinger, welche in der Nachfolge Zwinglis mit den Confessiones Helveticis das geistige Fundament für eine gesamtschweizerische reformierte Kirche schufen.

## Ausgaben
- De vera et falsa religione. Huldrychi Zvinglij commentarius. Zürich 1525, doi:10.3931/e-rara-3019
- Von warem und valschem Glouben. Commentarius, dz ist Underrichtung Huldrych Zvinglins. Verteütschet durch Leonem Jud. Zürich 1526, doi:10.3931/e-rara-1734